# Porta Tosa (medievale)
Porta Tosa era una delle porte minori (chiamate anche "pusterle") poste sul tracciato medievale delle mura di Milano..

## Storia
Demolita nel XVIII secolo, non deve essere confusa con l'omonima porta delle mura spagnole di Milano, che ha cambiato nome nel 1861 in Porta Vittoria.
Nel Museo d'arte antica del Castello sforzesco è conservato un bassorilievo medioevale del XII secolo che fino al 1848 si trovava sopra l'arcata della distrutta Porta Tosa medievale raffigurante una donna che si "tosa" il pelo del pube. La leggenda vuole che rappresenti con scherno la moglie dell'imperatore Federico Barbarossa (che aveva raso al suolo Milano) da cui, per tradizione popolare, il nome della porta; un'altra leggenda racconta che una delegazione milanese si recò a Costantinopoli chiedendo aiuto per la ricostruzione della città distrutta dal Barbarossa, ma l'imperatrice Leobissa negò gli aiuti e i milanesi la raffigurarono come una prostituta nell'atto di radersi e la posero sulla porta più orientale. Una diversa interpretazione che spiega l'origine del nome di Porta Tosa è collegata alla presunta presenza nei suoi pressi di sculture apotropaiche dell'area celtica che mostrano donne che esibiscono la vulva.
L'ipotesi sostenuta dagli storici vuole che Porta Tosa medievale prenda il nome da Porta Tosa romana (lat. Porta Tonsa): quest'ultima era situata lungo le mura romane di Milano nella moderna via Rastrelli, poco prima del suo incrocio con via Larga, nei pressi quindi del porto fluviale romano di Milano, da cui il nome della porta (tonsa in latino significa "remo"). . 
Porta Tosa medievale fu demolita intorno all'anno 1790.

## Galleria d'immagini

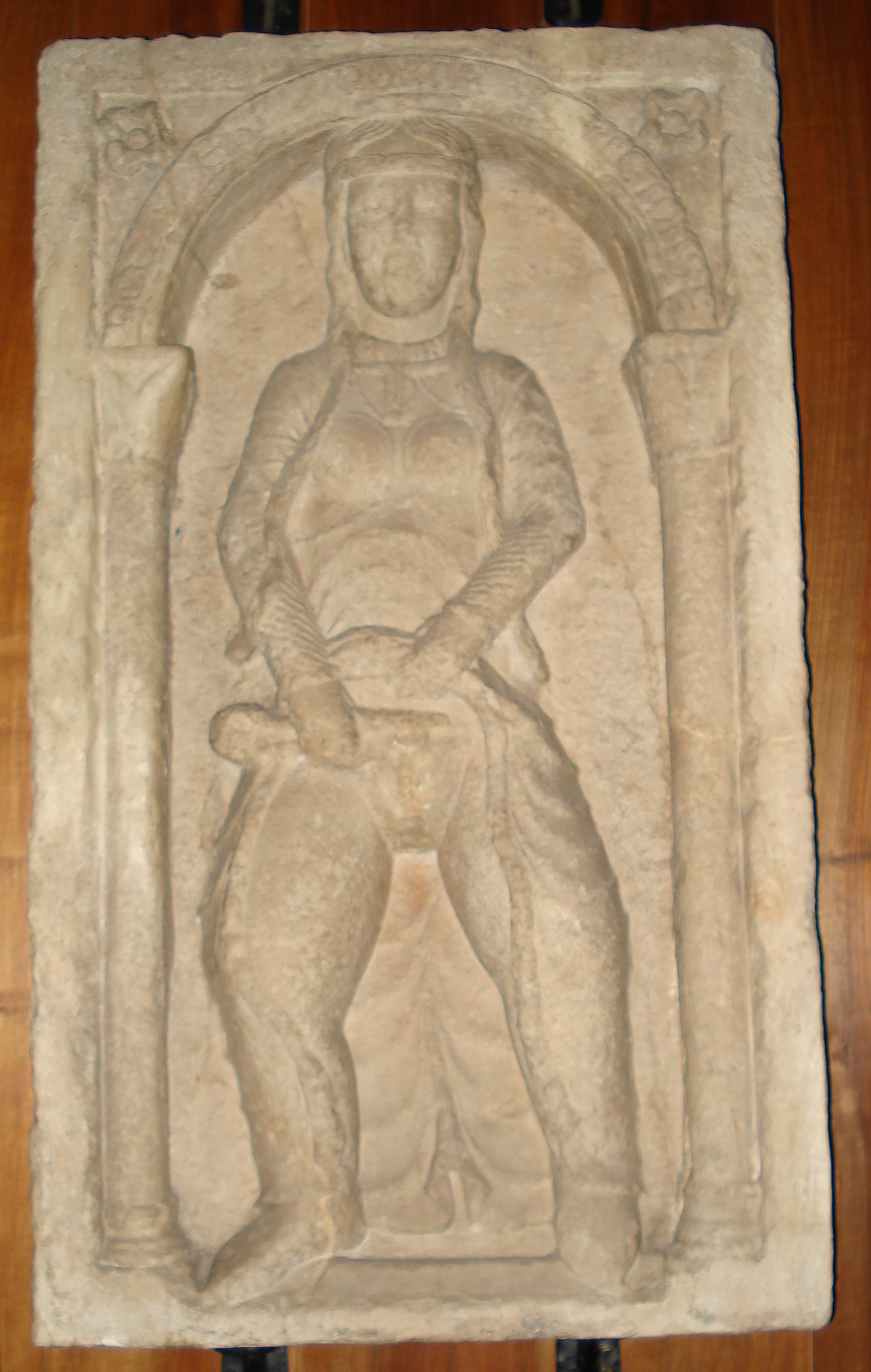
Bassorilievo di donna che si rade il pube presente un tempo su Porta Tosa medievale